# Isoperla eximia
Isoperla eximia és una espècie d'insecte plecòpter pertanyent a la família dels perlòdids.

## Descripció
- Les ales anteriors dels adults mascles fan entre 10 i 10,2 mm de llargària, mentre que les de les femelles són lleugerament més grans.[5]

## Hàbitat
En el seu estadi immadur és aquàtic i viu a l'aigua dolça, mentre que com a adult és terrestre i volador.

## Distribució geogràfica
Es troba a Àsia: la Xina, Mongòlia i Sibèria (incloent-hi les conques del llac Baikal i del riu Selengà, Sakhalín, l'óblast de l'Amur i el sud de les illes Kurils).